# Chodutka
Chodutka (rusky Ходутка) je název stratovulkanického komplexu, nacházejícího se v jižní části ruského poloostrova Kamčatka. Komplex tvoří soustava dvou stratovulkánů, několika maarů, struskových kuželů a lávových dómů. Novější vulkanická stavba vulkánu Chodutka, která se vytvořila během pozdního pleistocénu až holocénu, částečně překrývá starší struktury stratovulkánu Prjemyš. Nejmladší maar Chodutkinskij vznikl přibližně před 2800 lety. Na severozápadním svahu vulkánu Prjemyš se nacházejí i termální prameny.